# 虹/ひまわり/それがすべてさ
『虹／ひまわり／それがすべてさ』（にじ／ひまわり／それがすべてさ）は、福山雅治の18枚目のシングル。2003年8月27日に発売された。制作はユニバーサルJ、発売元はユニバーサルミュージック、販売元はビクターエンタテインメント。

## 解説
前作『Gang★』からおよそ2年5ヶ月ぶりとなるシングル。
本作は大塚製薬「ポカリスエット」のCMとして放送されていた「それがすべてさ」、フジテレビ系ドラマ『WATER BOYS』主題歌に起用された「虹｣、福山と同郷である長崎県出身の前川清に提供した楽曲「ひまわり」のセルフカバーが収録されており、“MAGNUM SINGLE”（トリプルA面シングル）として発表された。
ジャケット写真は、デビュー・アルバム『伝言』のジャケット写真と同じスタジオ、同じ角度で撮影されたもので、元となったデビュー・アルバムのジャケット写真は画像処理され、本作と同時発売されたバラード・ベスト・アルバム『fukuyama masaharu MAGNUM COLLECTION "SLOW"』のジャケット写真に使用された。このアルバムは移籍前のレコード会社であるBMGファンハウスからの発売となったが、シングルとアルバムの同時購入による特典も用意された。
ドラマ『WATER BOYS』では、福山がドラマの第1話と最終話にラジオDJ役で出演（声の出演）している。
福山がフジテレビ火曜9時枠の連続ドラマの主題歌を担当するのは「HEAVEN」（OUT〜妻たちの犯罪〜）以来約4年ぶり。
2004年には再びタイアップになったフジテレビ系ドラマ『WATER BOYS2』の放送に伴い、「虹」を様々なバージョンにアレンジしたスペシャル・シングル『FUKUYAMA PRESENTS 虹 〜もうひとつの夏〜』が期間限定で発売された。

### 売上記録
オリコンシングルチャートでは、自己かつ2000年代最長となる5週連続1位を獲得。初動売上のみで前作の『Gang★』、前々作の『HEY!』の累計売上枚数を上回った。また、同時発売した『fukuyama masaharu MAGNUM COLLECTION "SLOW"』もオリコンアルバムチャート初登場1位となり、男性ソロ・アーティストとして初めてオリコンチャートのシングル・アルバム両部門で同時1位を獲得した。
2003年度オリコン年間シングルチャート2位。福山のシングルの中では『桜坂』・『HELLO』・『IT'S ONLY LOVE／SORRY BABY』に次ぐ売上枚数となっている。

## 収録曲
1. 虹 (4:08)
  - 作詞・作曲・編曲：福山雅治

福山が初めてアレンジを手掛けた楽曲[6]。
歌のテーマは“超える”。製作期間は1年以上であるが、詞を書き始めたのはタイアップが決定してから。Aメロはスピーカーの右チャンネルのみからボーカルを流す手法を取っており、サビ以降にスピーカーの中心から流れるようになっている。
使用ギターはマーティン・000-28 '60s、ギブソン・レスポール '59。
2004年に期間限定発売された『FUKUYAMA PRESENTS 虹 〜もうひとつの夏〜』には「虹 〜Original Version〜」として収録されている。
この楽曲のミュージック・ビデオが制作されており、2010年に発売されたベストアルバム『THE BEST BANG!!』初回限定盤付属のDVDに収録されている[注釈 5]。
2. ひまわり (6:02)
  - 作詞・作曲：福山雅治 / 編曲：井上鑑

2002年に前川清に提供した楽曲のセルフカバー[6]。前川盤はオリコン初登場13位を記録している[7]。
このセルフカバーについて、福山はシンガーソングライターとしての歌を聴かせたく、ピアノによる弾き語りで収録したという。スタジオ・ライブ録音で、2002年に発売されたカバー・アルバム『「福山エンヂニヤリング」サウンドトラック The Golden Oldies』の延長というイメージであるという。
この楽曲にもミュージック・ビデオが制作されており、2010年に発売されたベスト・アルバム『THE BEST BANG!!』初回限定盤付属のDVDに収録されている[注釈 5]。
3. それがすべてさ (5:30)
  - 作詞・作曲：福山雅治 / 編曲：井上鑑

2003年3月21日から、大塚製薬「ポカリスエット」のCMで楽曲の断片が公開されており、満を持しての音源化となった。楽曲制作は1998年頃から行っており、直感やインスピレーションを大切にし、“それがすべてさ”という言葉から導き出される気持ちのまま書いた楽曲となっている。
間奏後にはラップが入っており、これは福山の提案によるもの[6]。
使用ギターはマーティン・000-28 '60s、フェンダー・カスタム・ショップ・ストラトキャスター '57（ゴールド）。
4. ひまわり 〜fields of toscana〜 (8:06)
  - 作曲：福山雅治 / 編曲：服部克久

服部克久によってアレンジされたインストゥルメンタル楽曲。
5. 虹 〜シンクロナイズドMIX〜 (4:21)
  - 作詞・作曲：福山雅治 / 編曲：ピストン西沢

ピストン西沢によるリミックスで、ドラマ『WATER BOYS』最終回ではこの楽曲に合わせてのシンクロが披露された。
2004年に期間限定発売された『FUKUYAMA PRESENTS 虹 〜もうひとつの夏〜』では「虹 〜'03 Synchronized Mix〜」として収録されている。
6. 虹 (original karaoke) (4:08)
7. ひまわり (original karaoke) (6:02)
8. それがすべてさ (original karaoke) (5:31)

## ミュージシャン
| 虹 - Vocal, Backing Vocal, Guitar & Drums:MASAHARU FUKUYAMA - Keyboards & Guitar:AKIRA INOUE - Drums:TATSUO HAYASHI - Bass:CHIHARU MIKUZUKI - Guitar:SHIGERU SUZUKI ひまわり - Vocal:MASAHARU FUKUYAMA - Piano & Programming:AKIRA INOUE - Fretless Bass:KENJI TAKAMIZU それがすべてさ - Vocal, Backing Vocal & Guitar:MASAHARU FUKUYAMA - Keyboards:AKIRA INOUE - Drums:HIDEO YAMAKI - Bass:CHIHARU MIKUZUKI - Percussion:NOBU SAITO - Guitar:HIROKAZU OGURA - Backing Vocals:YUIKO TSUBOKURA / NAOKI TAKAO | ひまわり 〜fields of toscana〜 - Conducter & Piano:KATSUHISA HATTORI - Piano:YASUHARU NAKANISHI - Fretless Bass:KENJI TAKAMIZU - Guitar:MASAYOSHI FURUKAWA - Percussion:MARI KOTAKE - Oboe:SATOSHI SHOJI - Horn:OTOHIKO FUJITA / TAKATO SAIJO - Harp:TOMOYUKI ASAKAWA - Strings:MASATSUGU SHINOZAKI - Synthesizer Operator:SHINICHI TANAKA 虹 〜シンクロナイズドMIX〜 - Remixed by PISTON NISHIZAWA |

## タイアップ
虹
- フジテレビ系ドラマ『WATER BOYS』主題歌

ひまわり
- 日本郵政公社「簡易保険」CMソング
- アサヒ スーパードライ「ドライプレミアム」CMソング（2013年）

それがすべてさ
- 大塚製薬「ポカリスエット」CMソング

## 収録アルバム
虹
- 5年モノ（リミックス版）
- THE BEST BANG!!（リミックス版）
- 福の音（リミックス版）
- Love Story 〜ドラマティック・ミックス〜[8]

ひまわり
- 5年モノ（リミックス版）
- THE BEST BANG!!（リミックス版）
- 福の音（リミックス版）
- DOUBLE ENCORE（ライブ音源）

それがすべてさ
- 5年モノ（リミックス版）
- THE BEST BANG!!（リミックス版）
- 福の音（リミックス版）